# Привітненська сільська рада (Алушта)
Приві́тненська сільська́ ра́да — адміністративно-територіальна одиниця та орган місцевого самоврядування у складі Алуштинської міської ради Автономної Республіки Крим. Адміністративний центр — село Привітне.

## Загальні відомості
- Населення ради: 2 126 осіб (станом на 2001 рік)

## Населені пункти
Сільській раді підпорядковані населені пункти:
- с. Привітне
- с. Зеленогір'я

## Склад ради
Рада складається з 14 депутатів та голови.
- Голова ради: Дузенко Віталій Вітальович

### Керівний склад попередніх скликань
| Прізвище, ім'я, по батькові  | Основні відомості                                                         | Дата обрання | Дата звільнення |
| ---------------------------- | ------------------------------------------------------------------------- | ------------ | --------------- |
| Кравченко Михайло Михайлович | Сільський голова, 1948 року народження, безпартійний                      | 26.03.2006   | 31.10.2010      |
| Дузенко Віталій Вітальович   | Сільський голова, 1959 року народження, освіта вища, член Партії регіонів | 31.10.2010   |                 |

Примітка: таблиця складена за даними сайту Верховної Ради України

### Депутати
За результатами місцевих виборів 2010 року депутатами ради стали:

#### За суб'єктами висування
| Суб'єкт висування                 | Кількість обраних депутатів | %    |
| --------------------------------- | --------------------------- | ---- |
| Самовисування                     | 11                          | 68,8 |
| Партія регіонів                   | 4                           | 25   |
| Політична партія «Сильна Україна» | 1                           | 6,3  |

#### За округами
| № округу                          | Прізвище, ім'я, по батькові     | Дата визнання обраним | Освіта  | Партійна приналежність                  | Відомості про обраного депутата             |
| --------------------------------- | ------------------------------- | --------------------- | ------- | --------------------------------------- | ------------------------------------------- |
| Партія регіонів                   |                                 |                       |         |                                         |                                             |
| 1                                 | Киценко Юрій Васильович         | 05.11.2010            | середня | позапартійний                           | СП «Сонячний камінь», механік               |
| 7                                 | Патаман Олександр Олександрович | 05.11.2010            | середня | позапартійний                           | ГП «Привітне», робітник                     |
| 12                                | Муртазаєв Ебазер                | 05.11.2010            | середня | позапартійний                           | тимчасово не працює                         |
| 15                                | Бураков Олександр Євгенович     | 05.11.2010            | середня | член Партії регіонів                    | тимчасово не працює                         |
| Політична партія «Сильна Україна» |                                 |                       |         |                                         |                                             |
| 9                                 | Абаулін Олег Дмитрович          | 05.11.2010            | середня | член Політичної партії «Сильна Україна» | Привітненська сільська рада, діловод        |
| Самовисування                     |                                 |                       |         |                                         |                                             |
| 2                                 | Сетяєва Світлана Володимирівна  | 05.11.2010            | середня | позапартійна                            | приватний підприємець                       |
| 3                                 | Одабаши Кадір Ібраїмович        | 05.11.2010            | вища    | позапартійний                           | тимчасово не працює                         |
| 4                                 | Бекіров Алі Асанович            | 05.11.2010            | вища    | позапартійний                           | приватний підприємець                       |
| 5                                 | Белінський Дмитро Юріович       | 28.04.2013            | вища    | позапартійний                           | ГОГУСБУ в АРК, співробітник                 |
| 6                                 | Уркумєт Асан Єреджепович        | 05.11.2010            | вища    | позапартійний                           | тимчасово не працює                         |
| 8                                 | Луньова Ольга Миколаївна        | 28.04.2013            | середня | член Партії регіонів                    | тимчасово не працює                         |
| 10                                | Кірєєва Галина Сергіївна        | 05.11.2010            | середня | позапартійна                            | приватний підприємець                       |
| 11                                | Іслямов Сабрі Шефікович         | 05.11.2010            | середня | позапартійний                           | КП «Віта-Плюс», майстер будівельної бригади |
| 13                                | Кирєєва Ганна Григорівна        | 05.11.2010            | середня | позапартійна                            | приватний підприємець                       |
| 14                                | Фейзуллаєв Джеміль Маметович    | 05.11.2010            | вища    | позапартійний                           | тимчасово не працює                         |
| 16                                | Абібулаєв Алі Мамедович         | 05.11.2010            | вища    | позапартійний                           | СП «Сонячний камінь», робітник              |